# خوسيه لويس لوبيز فاسكيز
خوسيه لويس لوبيز فاسكيز (بالإسبانية: José Luis López Vázquez) هو ممثل إسباني، ولد في 11 مارس 1922 بمدريد في إسبانيا، وتوفي بنفس المكان في 2 نوفمبر 2009 بسبب مرض. من الجوائز التي نالها جائزة إيمي وميدالية الاستحقاق الذهبية في الفنون الجميلة (إسبانيا) سنة 1985.

## أعمال

### أفلام
- (1972) رحلات مع عمتي[6][7]
- (2004) قمر أفيلانيدا

## جوائز
- جائزة إيمي
- ميدالية الاستحقاق الذهبية في الفنون الجميلة (إسبانيا) (1985)

## وصلات خارجية
- خوسيه لويس لوبيز فاسكيز على موقع IMDb (الإنجليزية)
- خوسيه لويس لوبيز فاسكيز على موقع ألو سيني (الفرنسية)
- خوسيه لويس لوبيز فاسكيز على موقع تيرنر كلاسيك موفيز (الإنجليزية)
- خوسيه لويس لوبيز فاسكيز على موقع أول موفي (الإنجليزية)
- خوسيه لويس لوبيز فاسكيز على موقع قاعدة بيانات الأفلام السويدية (السويدية)
- خوسيه لويس لوبيز فاسكيز على موقع قاعدة بيانات الفيلم (الإنجليزية)
- خوسيه لويس لوبيز فاسكيز على موقع كينوبويسك (الروسية)